# 西安鼓楼

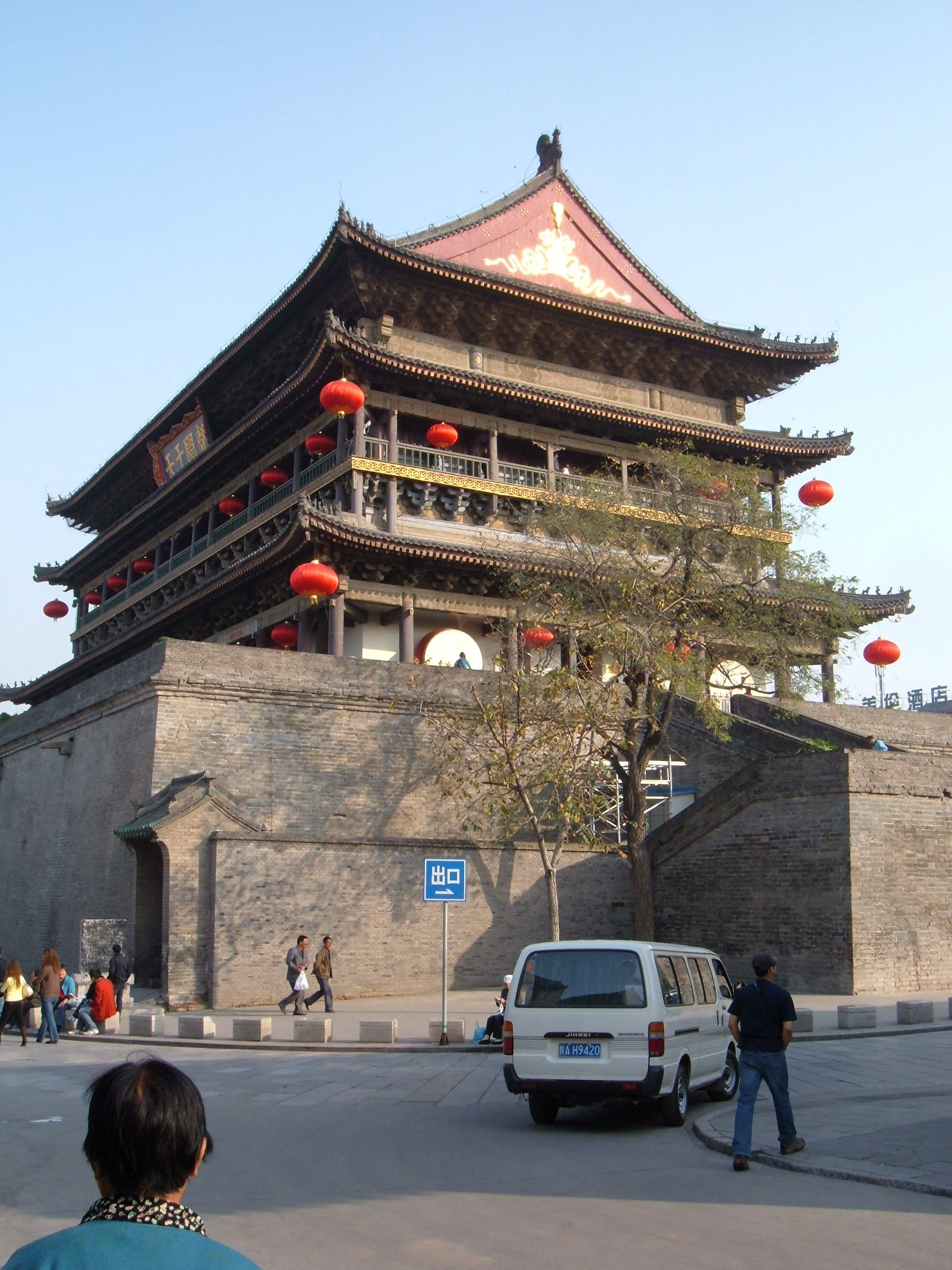
西安鼓楼

西安鼓楼（中国語: 西安鼓楼）は、中国陝西省西安市蓮湖区にある鼓楼。明朝初期の1380年に建てられた。高さは33メートル。清朝時代の1699年と1740年に修復が行われている。鼓楼の北西には、中国最古のモスクである西安大清真寺があり、鼓楼の北側にはイスラム教徒が多く住み、清真料理のレストランや土産物店などが多くみられる。